# Colignonia scandens
Colignonia scandens är en underblomsväxtart som beskrevs av George Bentham. Colignonia scandens ingår i släktet Colignonia, och familjen underblomsväxter. Inga underarter finns listade i Catalogue of Life.